# Крашки процес
Крашки процес је геоморфолошки процес који настаје дејством текуће и атмосферске воде на растворљиве стенске масе. Најзаступљеније растворљиве стене у природи су карбонатне стене (кречњаци и, у мањој мери, доломити). Крашки процес се може, мада у мањој мери, развијати и на гипсу, анхидриту, лежиштима соли, мермеру, итд.
Крашки процес карактерише се развојем на великим површинама, на стотине и хиљаде квадратних километара. Процес је дуготрајан, развија се у времену, које се мери геолошким мерилима времена.
Термин крас добио је назив по географској области, која се налази на граници између Италије и Словеније (види: Крас (географија)). Област је ограничена потезом Монфалконе – Трст – Пивка – Постојна – Випава – Горица. У Италији та област се назива Карсо (италијански: Carso). Словеначки назив је крас, немачки карст, а српски крас или крш. Назив области с типским развојем процеса усвојен је као термин који означава геоморфолошку појаву, односно специфичан процес, али и као назив за специфичне хидрогеолошке појаве, понирање вода, њихове подземне токове и поновно појављивање на површини терена.
Основе научног познавања краса поставио је Јован Цвијић (1893). Он је у светску литературу увео и велики број српских термина, који се данас интернационално користе („поље“ као термин за крашко поље, „долина“, као термин за вртачу, „увала“).
Крашки процес је развијен широм света. Његови облици срећу се на свим континентима у различитим варијететима, у зависности од климатских услова и геолошких карактеристика терена. Познате области представљају крас Пелопонеза, Јамајке, Кине, Моравски крас околине Брна у Чешкој, крас писаће креде у Енглеској, итд.

## Својства
Постоје три битна својства која крашки процес издвајају од других процеса насталих деловањем воде на нерастворљиве стенске масе:
- Механизам процеса. – На нерастворљиве стенске масе вода делује својом кинетичком енергијом и обавља механичку ерозију. Транспорт се врши у виду механичке дробине, а материјал се акумулира на месту слабљења кинетичке енергије воде. У случају крашког процеса обавља се хемијска ерозија, тј. растварање стенске масе. Тај вид ерозије назива се корозија. Еродовани материјал се транспортује у виду раствора, а акумулира се излучивањем или обарањем из раствора.
- Просторни развој процеса. – Крашки процес преноси се с површине терена у подземље. Процес се развија просторно, достижући некада и километарске дубине.
- Развој специфичних облика. – Поред површинских облика, који могу настати и дејством других геоморфолошких процеса, као и ендогеним путем, и антропогено, дејством крашког процеса настају и подземни облици. Стихијски егзогени процеси их не стварају.

## Механизам процеса
Крашки процес одликује се сложеним механизмом. Основу чини хемијски процес, растварање стенске масе, тј. хемијска ерозија постојећих облика, транспорт материјала у виду раствора и акумулација излучивањем, или обарањем материјала из раствора. Воде које се крећу по површини терена или у подземљу поседују и кинетичку енергију. Поред хемијског процеса у красу се јавља и механичка ерозија, пренос материјала у виду механичке дробине и њено акумулирање одлагањем на местима где кинетичка енергија слаби.
Растварање почиње на површини терена. Стенска маса, у природи, никада није хомогена и садржи велики број прслина и пукотина, кроз које вода лакше продире, чиме се процес постепено преноси у подземље. Док су пукотине стиснуте, главно дејство има кинетичка енергија воде. Међутим, њиховим проширивањем, вода лакше продире у подземље, чиме до изражаја долази хемијско дејство воде. Даљим проширивањем механичких дисконтинуитета стенске масе долази до слободног тока воде у подземљу, и до изражаја поново долази механичко дејство воде. Временом, воде на површини терена је све мање, а она се задржава на стенској маси, и тада је њена кинетичка енергија безначајна, па доминацију у морфолошком обликовању терена преузима хемијско дејство.
Проширивањем подземних просторија јављају се и колувијалне појаве, изражене одроњавањем, слегањем терена и проваљивањем таваница плитких подземних просторија, осипањем на њиховим стрмим странама, итд. Колувијалне појаве, посебно колапсионог типа, одвијају се веома брзо и њихови ефекти су неупоредиво израженије од хемијске ерозије, па и од механичке ерозије текуће воде у подземљу.

### Ерозија
Ерозија се обавља хемијски и механички, уз редовно присуство пратећих или изазваних појава.

#### Хемијска ерозија (корозија)
Агенс крашког процеса је дејство воде. Сама вода је врло слабо хемијски активна. Међутим реакцијом са угљен-диоксидом из ваздуха, гради се угљена киселина, чија је растварачка моћ у односу на чисту воду повећана и стотину пута.
Угљена киселина делује на калцијум-карбонат који гради кречњачке стене. Резултат реакције је калцијум-бикарбонат, веома непостојано једињење. Растворен калцијум-бикарбонат се транспортује. Током транспорта мења се кинетичка енергија водотока и непостојано једињење се распада. Из њега се ослобађају угљен-диоксид и вода, и као остатак обара се калцијум-карбонат, али у виду даље нерастворљивог бигра.

#### Механичка ерозија
Агенс механичке ерозије је кинетичка енергија воде. Механичка ерозија обавља се као непосредна и посредна. Непосредну ерозију чини удар водене масе, који покреће већ припремљен материјал, настао елувијалним или падинским процесима. При брзом кретању већих подземних маса, посебно при појавама вртложења, долази до откидања комада матичне стене. Покренут материјал обавља посредну ерозију.
У крашком процесу до изражаја долази вертикална ерозија. Механичка ерозија усмерена у дубину појачана је хемијским деловањем. Бочна ерозија је због значајног понирања површинских вода сведена на минимум. Основна карактеристика ретких речних долина у красу су попречни профили типа кањона или клисуре.
Облици и положаји канала подземних токова условљени су углавном пукотинама и раседима. Ерозија се обавља као и на површини.
Механичка ерозија се, по правилу, одвија знатно брже од хемијске и њени ефекти су рељефу су израженији.

### Транспорт
Материјал се у крашком процесу транспортује двојако: у виду раствора и као механичка дробина.
Раствор је калцијум-бикарбонат, настао деловањем угљене киселине на кречњак (калцијум-карбонат). То непостојано једињење брзо се распада. Време транспорта је прилично кратко. Највеће количине материјала покренутог у виду раствора транспортују се на релативно кратка растојања.
Механичка дробина бива транспортована као лебдећи или вучени нанос. Вид транспорта одређен је крупноћом, односно тежином покренутог материјала и кинетичком енергијом водотока. Раздвајањем материјала на лебдећи и вучени нанос извршена је и његова класификација по крупноћи. Међутим, заобљавање и класификација материјала у случају подземних крашких токова знатно су мање изражени него кад се ради о површинским токовима.

### Акумулација
Акумулација у крашком процесу има три вида. То су:
- обарање из раствора,
- одлагање покренуте механичке дробине и
- одлагање нерастворљиве компоненте стенске масе, заостале после растварања.

#### Обарање из раствора
Кречњаци се растварају под утицајем воде притом градећи нестабилно једињење калцијум-бикарбонат. Растворена кречњачка маса транспортује се а при променама кинетичке енергије врши се хемијско разлагање тог раствора. Из раствора се ослобађају угљен-диоксид и вода. Остатак, калцијум-карбонат, обара се из раствора и акумулира у виду бигра. Наслаге бигра јављају се на многим преломима уздужних профила крашких водотока, градећи басене, слапове и водопаде.

#### Одлагање механичке дробине
Механичка дробина одлаже се на местима где се смањује кинетичка енергија водотока. У случају површинских крашких токова, акумулација се обавља аналогно флувијалном процесу. Обрађени, заобљени и гранулометријски класификован материјал јавља се на дну корита и на уском дну речне долине. Мешања материјала по крупноћи нема.
Услед специфичног хидрауличког режима, акумулација подземних токова разликује се од акумулације површинских токова. Ту се на кратком растојању могу смењивати грубозрни, крупни, слабије обрађени и незаобљени одломци, транспортовани на кратка растојања, са финозрним, заобљеним материјалом, транспортованим са знатно већег растојања. Материјал различите крупноће и степена заобљености често је помешан. У наносу је знатно присуство хетерогеног колувијалног материјала, насталог одроњавањем.

#### Одлагање остатка раствора
Карбонатна стенска маса није потпуно чиста и потпуно растворљива. Она редовно садржи већу или мању количину нерастворљиве компоненте, која заостаје после растварања и одлаже се in situ. Заостали материјал је због оксида гвожђа изразито црвене боје, па отуда и назив црвеница. Интернационални термин, у употреби и код нас, је италијански назив terra rossa. Црвеница се одлаже и на површини терена и у подземним просторијама.

## Облици
Према месту настанка и развоја, облици крашког рељефа се издвајају у две основне категорије. Прву чине површински, а другу подземни крашки облици.

### Површински крашки рељеф
У оквиру површинског крашког рељефа разликују се две групе облика. Прва група је везана за флувијални процес развијен на крашким теренима. Такви облици и појаве у литератури се често наводе под термином флувиокрас. Другу групу облика чине типични крашки облици, настали у основи хемијским процесом, растварањем, транспортом раствора и акумулацијом материјала обореним из раствора, или заосталим од раствора. Та група се обично издваја под називом прави крашки облици.

#### Флувијални облици модификовани у крашким условима
У крашким условима, деловањем воде на растворљиве стенске масе, на површини опстају само већи водотоци, с великом кинетичком енергијом. Већину токова на красу чине алогене реке, настале на нерастворљивим стенама, које настављају ток преко крашких терена.
Иако основу флувијалног процеса на красу чини деловање кинетичке енергије водотока, хемијски процес обавља значајне измене, дајући флувијалним облицима својства која они на нерастворљивим стенама никада не постижу. Измене се обављају на свим елементима речне долине у красу: на изворишту реке, на попречном и уздужном профилу долине и на дренажном систему, односно дренажном подручју у целини.
- Извориште реке. - У флувијалном процесу који се развија на нерастворљивим стенама извориште реке представља благо заталасано левкасто удубљење, у којем се скупљају мањи водотоци, који гравитационо теку и повезују се у један већи водоток. Изворишна левкаста депресија назива се челенка водотока. У крашким условима, ови водотоци пониру у унутрашњост стенске масе, теку контролисани положајем механичких дисконтинуитета[6], прикупљају се у подземљу и избијају на површину као јединствен, већ формиран водоток. Река обично излази из пећине, формиране дуж крупнијег разлома. На изласку се понекад образује мало језеро. Такав тип изворишта реке у красу назива се заднивена долина.
- Попречни профил. - Карактеристике попречног профила речних долина у красу су стрме стране и изглед клисуре или кањона. Бочна ерозија је сведена на колувијални процес, одроњавање и осипање, чиме се нагиб долинских страна још више повећава.
- Уздужни профил. На уздужном профилу водотока, формираном на растворљивим стенама, постоје бројни механички дисконтинуитети стенске масе. Један део воде понире у те отворе, смањујући на тај начин укупну кинетичку енергију водотока. Резултат је слабљење ерозије. У односу на већи водоток, у који се посматрана река улива, условљава заостајање у ерозији. Он више не може да прати интензитет усецања главног водотока, заостаје на вишем нивоу и на свом ушћу гради слап или водопад, преко којег се повезује са главним водотоком. Уздужни профил водотока у красу модификован је у висећу долину. Понирући кроз пукотине и прслине, вода, која садржи угљен-диоксид, их све више проширује. Тако све већа количина воде одлази са површине терена у подземље, све док на крају не почне да у један отвор увире сва вода која дотиче од изворишта реке. Такав отвор назива се понор. Низводно од понора, водоток више не постоји. Речна долина на том делу је напуштена, и назива се сува, или напуштена речна долина. Резултат појачане ерозије, односно усецања водотока узводно од понора, уз истовремени престанак ерозије на напуштеном делу речне долине, јесте формирање стрмог, практично вертикалног, одсека на уздужном профилу на месту понора[1]. Узводни део долине завршава се стрмим одсеком (слепо) на чијем је дну понор. Отуда, је за ту појаву настао назив - слепа долина.
- Дренажни систем. - Услед понирања воде по главном водотоку и његовим притокама, на растворљивим стенама долази до дезинтеграције, тј. распадања дренажног система. Некада јединствено повезан скуп водотока распада се у појединачне токове, који се завршавају понорима и граде слепе долине. Битну карактеристику дренажних система и дренажне мреже уопште у крашким теренима чини мала густина дренаже. И највећи дренажни системи у красу изузетно ретко имају велики број категорија. Обично су, посматрано у крупнијим размерама, развијене само 3 - 4 категорије водотока[1]. Специфично својство дренажних система развијених на растворљивим стенама је и појава висећих долина[5].

#### Прави крашки облици
У праве површинске крашке облике сврставају се шкрапе, вртаче, увале, крашка поља и природни мостови. 
- Шкрапе. - Шкрапе су линеарне, отворене или затворене депресије, изразито неправилног уздужног и попречног профила настале растварањем огољених карбонатних стена. Према начину јављања, могу бити ребрасте и мрежасте шкрапе. Терен покривен шкрапама, назива се шкрапар.

- Вртаче. - Вртаче су затворене депресије, најчешће овалног облика, од метарског до декаметарског пречника и дубине. Обично се третирају као елементарни површински облици крашког процеса. Највећи број вртача настаје растварањем. У ретким случајевима, вртаче могу настати проваљивањем таваница плитких подземних просторија и слегањем тла. Према изгледу, Јован Цвијић издваја три типа вртача: тањирасте, левкасте и бунарасте. Вртаче се јављају на заравњеним теренима, где се воде дуже задржавају на површини и обављају растварање. Огољен кречњачки терен, покривен великим бројем левкастих и бунарастих вртача, између којих постоје само уске преграде, назива се богињави крас.
- Увале. - Увале представљају веће затворене депресије, од хектометарских до километарских дужина и ширина, декаметарских до хектометарских дубина. Дно им је најчешће заравњено, покривено тањим елувијумом, односно црвеницом дециметарске дебљине. Врло се често јављају на дну сувих, напуштених речних долина у красу. У геоморфолошком смислу, увале не представљају нов, посебан облик површинског крашког рељефа[1].

- Крашка поља. - Крашка поља су регионалне депресије у красу. Њихове дужине су од километарског до декакилометарског реда величина, док су дубине хектометарске. Дна крашких поља су заравњена и засута акумулационим материјалом. Дебљина тог материјала некада прелази и стотину метара. Генеза крашких поља не може се везати за крашки процес[5]. Мало је вероватно да крашка поља настају снижавањем пречага између вртача и увала, због тога што је хемијски процес растварања врло спор, па је готово немогуће да се у времену у коме се дешава тај процес не дешавају интензивни тектонски покрети. Такође, мало је вероватна тачност објашњења по коме крашка поља настају дејством флувијалног процеса, због тога што су речне долине у красу уске и имају карактер клисура или кањона, а никако широких и пространих котлина, каква су крашка поља. Због тога се објашњење настанка крашких поља тражи у ендогеној активности терена изграђених од растворљивих стена. Крашка поља су, дакле, регионалне депресије, настале тектонским тоњењем терена, чије стране и дно, касније бивају обрађени крашким процесом. По обликовању, поједина, мања, крашка поља могу се повезати са флувијалним процесом. По генези, крашка поља у целини припадају ендогеном, тектогеном типу рељефа[1]. Са хидрогеолшког аспекта, крашка поља могу бити сува, периодично плављена или стално плављена[7].
- Природни мостови. - Природни мостови су специфични и ретки феномени крашких облика рељефа. Настају обурвавањем пећинских таваница изнад снажних подземних водених токова или изнад плитких каверни[8]. Ове природне стенске сводове у источној Србији називају прерастима[8]. Најпознатије прерасти се налазе на реци Вратни код Неготина и речици Прераст код Мајданпека, са импозантним висинама отвора од 34 m и дужинама мостова од 45 m[9].

### Подземни крашки рељеф
Основна карактеристика краса је преношење процеса с површине у унутрашњост стенске масе. Воде у подземљу се гравитационо спуштају све ниже. Процес се премешта у ниже нивое. Виши делови подземних просторија остају напуштени и суви. У њима заостаје и акумулациони материјал. Сплет подземних просторија, ерозиони и акумулациони облици у целини представљају подземни крашки рељеф. Његову битну карактеристику чини вишеструка веза са површинским крашким облицима, укључујући ту и међусобне постепене прелазе. Воде које се крећу кроз подземље и обликују подземни крашки рељеф долазе са површине и поново избијају на површину терена.
Ерозионе подземне крашке облике чине јаме, пећине и крашки канали. У подземне акумулационе облике спадају пећински накит, бигрени басени, акумулација механичке дробине и црвеница.
Испитивањем и проучавањем подземног рељефа бави се посебна дисциплина - спелеологија.

#### Јаме
Јаме представљају вертикалне, а некад чак и субвертикалне подземне просторије, које почињу на површини терена и стрмо се спуштају у унутрашњост стенске масе. Јама представља некадашњи понор, односно место где је вода понирала у унутрашњост стенске масе. На тај начин, она чини прелаз од површинских ка подземним облицима. Генеза јаме везује се за корозију, дакле, хемијску ерозију крашког процеса.
Плитке јаме, које се на дну завршавају хоризонталним проширењем, називају се звекаре. Дубоке јаме с вертикалним каналом, које се при дну настављају уским, непроходним пукотинама носе назив бездани. Јама настала у таваници веће подземне просторије, кроз чији отвор се види дневна светлост, назива се виглед.

#### Пећине
Пећине су подземне просторије хоризонталног или субхоризонталног положаја, које почињу на површини и продужавају се у унутрашњост стенске масе. Редовно су контролисане крупним разломним структурама. С хидрогеолошког аспекта, пећине представљају места некадашњег увирања површинских токова у подземље, или места извирања подземних токова на површину (заднивена долина).
Генеза пећина такође се везује за хемијску ерозију крашког процеса. С обзиром на хоризонталан положај, значајну улогу у њиховом развоју има механичка ерозија и њом изазвано одроњавање. Распоред канала условљен је склопом терена, тј. разломним структурама, дуж којих је подземни ток формирао подземне просторије.
Пећине имају субхоризонталан положај, али уздужни профил њиховог дна нема континуиран пад у једном правцу. Услед хемијске ерозије, на дну се јављају вртаче, понекад и понори.

#### Крашки канали
Крашки канали су подземне просторије које повезују јаме и пећине. То су путеви подземне воде, различитог пречника и положаја. Проширења крашких канала се називају каверне. Настанак крашких канала условљен је хемијском ерозијом. Формирање каверни последица је, међутим, механичке ерозије подземног водотока велике кинетичке енергије и изазваног колувијалног процеса, одроњавања зидова и стропоштавања таваница.

#### Облоге зидова подземних просторија
Вода засићена калцијум-бикарбонатом процеђује се кроз бројне танке пукотине и прслине и слива низ зидове подземних просторија у виду танког филма. При сливању из воде се излучује калцијум-карбонат. На површинама преко којих се вода сливала остаје калцитна облога. Њена дебљина обично не прелази милиметарски ред величина. Таква облога назива се салив.

#### Пећински накит
Под појмом пећински накит подразумевају се сталактити, сталагмити и пећински стубови.
- Сталактити. - Они настају на таваницама подземних просторија и висе. Вода засићена раствором калцијум - бикарбоната процеђује се кроз уске пукотине на врху подземних просторија. На изласку из пукотине излучује се калцијум-карбонат у виду дебље или тање цевчице. Кроз цевчицу се и даље процеђује вода, тако да су сталактити шупљи.

- Сталагмити. - Вода која се процеђује кроз сталактите излучује један део раствореног калцијум - бикарбоната на крају сталактита. Осатак раствора пада у капима воде на под подземне просторије. При удару се ослобађају угљен-диоксид и вода, а преостали калцијум-карбонат таложи се у виду стубића, који расте од пода подземне просторије. За разлику од сталактита, сталагмит је потпуно испуњен.
- Пећински стубови. - Сталактити расту од таванице наниже. Сталагмити се повећавају од пода подземне просторије навише. Њиховим спајањем настају пећински стубови, најразличитијих изгледа и боја, а димензија од метарских до декаметарских величина. Стубови имају улогу ојачавања подземних просторија и спречавања даљег обурвавања и стропоштавања њихових таваница.

#### Бигрени басени
Подземни водотоци такође су засићени раствореним и непостојаним калцијум-бикарбонатом. При променама кинетичке енергије на бројним местима прелома уздужних профила подземних токова из раствора ослобађају се угљен-диоксид и вода, а преостали калцијум-карбонат се излучује у виду бигра. Тако настаје низ басена, метарских басена. Процес образовања тих облика идентичан је ономе који се дешава у површинским крашким рекама.

#### Акумулација механичке дробине
Водотоци у подземљу покрећу и транспортују знатне количине механичке дробине. Мањи део тог материјала настао је непосредном или посредном механичком ерозијом водотока. Већи део је резултат дејства колувијалног процеса.
Делимично обрађена и слабо заобљена механичка дробина акумулира се углавном у пространим кавернозним деловима крашких канала. Поред флувијалног наноса, јако модификованог у условима подземних крашких токова, честе су појаве гомилања незаобљене дробине хетерогене крупноће, настале одроњавањем. Генеза тог материјала је искључиво колувијална. Он је остао незахваћен и непокренут подземним крашким токовима.

#### Акумулација црвенице
У бројним разломима, раседима и пукотинама широког зева, развијеним на странама и таваницама подземних просторија, обавља се интензивно растварање. Нерастворљива компонента остаје на месту у виду црвенице. Када су пукотине стрмог пада, посебно када се налазе на таваници, долази до осипања црвенице. Веома честе су и појаве течења тог материјала. Кроз пукотине се процеђује вода која натапа уситњене остатке растварања, црвеницу, обично крупноће песка. Јако расквашен материјал почиње вискозно да тече и одлаже се на под већих подземних просторија, уз њихове зидове. Гомиле таквог материјала могу имати метарске димензије.

### Облици и појаве са хидрогеолошком функцијом
Појам краса обухвата специфичан геоморфолошки процес, појаве и облике. Он истовремено означава и хидрогеолошке специфичности терена. Крашки процес у целини и његове појаве настају као резултат хемијског и механичког дејства воде. Сви крашки облици у једном временском периоду имају и одређену хидрогеолошку функцију. Од облика са активном хидрогеолошком функцијом по значају се издвајају понори и понорнице, крашка врела и вруље, еставеле и потајнице.

#### Понори
Понори су облици настали на местима увирања површинских вода у подземље. Могу се јавити као стрме, субвертикалне подземне просторије, које почињу на површини и спуштају се до знатних дубина у подземље, где се настављају сплетом крашких канала. Такви напуштени облици називају се јаме.
Понори могу бити и подземне просторије које почињу на површини и продужавају се у подземље, задржавајући хоризонталан или субхоризонталан положај. Као напуштени, такви облици су познати под именом пећина.

#### Понорница
Водоток који тече делом на површини, а делом кроз подземље, назива се понорница. Хемијским и механичким деловањем, уз значајне пратеће појаве колувијалног процеса, понорница у подземљу формира сплет крашких канала. Канали имају променљив пречник. Промена пречника условљава специфичан хидраулички режим. Вода се под притиском местимично креће и навише. Пут понорнице је најчешће контролисан склопом стенске масе.
Кретање понорница илуструје пример Требишњице. Понирањем вода на више места у Поповом пољу настају подземни токови, који избијају на површину као Дубровачка ријека (Омбла) у Гружу, затим код Плата, између Цавтата и Дубровника и у виду бројних подземних извора на истом потезу.

#### Крашка врела
Понирањем вода у красу и њихово извориште, које се на нерастворљивим стенама назива челенка, прелази у подземље. Следећи крашке канале, мањи токови се прикупљају у подземљу и као већ формиран водоток избијају на површину. Идентичан је случај и са истицањем понорнице на површину.
Крашко врело одликује појава велике количине воде, истицање готово реке на површину терена. Извориште, по правилу, чини амфитеатрално удубљење стрмих, па и вертикалних страна, отворено с једне стране.

#### Вруље
Вруље су подморска крашка врела. Крашки канали којима се крећу подземни токови могу се завршавати на морском дну и тада настаје вруља. У случају плитког мора, декаметарске дубине, вруља се запажа на морској површини и комешању воде. На месту вруље морска вода је знатно хладнија и јако ослађена.
Вруље се прецизно откривају инфрацрвеним аероснимањем. Инфрацрвени снимци су осетљиви на промену температуре и на њима се положај вруље открива као аномално подручје, изразито другачије боје од околне морске површине.

#### Еставеле
Еставеле су облици са двојном хидрогеолошком функцијом. У појединим временским периодима еставела има улогу понора, док у другим делује као извор. Функционисање еставеле објашњава се принципом спојених судова. Услов за настанак еставеле је да у њеном залеђу постоји виши терен, брдо, или долинска страна.

#### Потајнице
Потајнице су периодични, интермитентни извори. Из једне потајнице вода извире одређени временски период, који се најчешће мери минутима или сатима. Затим настаје прекид, када извор пресушује, што такође траје одређено време. После тога вода поново извире. У појединим случајевима извирање воде се не прекида, али се количина воде која истиче периодично јако мења. Снажна истицања воде смењују периоди слабог цурења. Функционисање потајнице засновано је на принципу криве натеге.

### Фосилни крашки облици
Фосилни крашки облици су они чије је изграђивање прекинуто због престанка деловања крашке ерозије, као водећег геоморфолошког процеса. Основни узрок њихове фосилизације су маринске трансгресије (надирања мора). Трансгресије су могле покрити крашки рељеф у даљој или недавној геолошкој прошлости, па се у зависности од тога издвајају две категорије фосилних крашких облика.
У првом случају крашке области бивају покривене дебелим седиментним маринским покривачем. Услед касније маринске регресије (повлачења мора) области које су биле испод нивоа мора могу се поново наћи на сувом. Дебели седиментни покривач који покрива крашке облике постаје директно изложен ерозији и денудацији. Деловањем ерозије и денудације покривач може бити однесен па се крашки облици откривају и поново јављају у данашњем рељефу. На овај начин откривене су вртаче у Моравском красу (Чешка) испуњене седиментима јурске старости. На територији Србије откривене су вртаче у Бачевачком красу, јужно од Ваљева, испуњене неогеним пешчарима.
У другом случају крашки рељеф тоне под морски ниво као резултат младих негативних тектонских покрета и поремећаја у обалском подручју или колебања глацио-евстатичког нивоа Светског мора у постплеистоцену. Облици крашког рељефа се фосилизују. На Јадранском приморју постоји много оваквих фосилних крашких облика (крашких поља, пећина).
Крашки облици рељефа могу постати фосилни уколико их прекрије дебео слој резидијалне глине. Пример оваквих фосилних облика су фосилне шкрапе у северном делу Никшићког поља, покривене дебелим слојем боксита. Фосилне шкрапе у мајдану на Чукарици и код Кнежевца, у околини Београда, усечене су у сарматским кречњацима, а покривене неогеним језерским седиментима.

## Регионални типови краса
Развој крашког процеса зависи од већег броја чинилаца: количине и температуре воде, садржаја угљен-диоксида у води, распрострањења, дебљине и чистоће карбоната, степена њихове тектонске поремећености, појава нерастворљивих стена које се смењују са карбонатима, иницијалног рељефа, дужине времена и изложености карбоната дејству воде.
Имајући у виду разноликост развића крашког процеса и његових облика, Цвијић је начинио регионалну типизацију краса. Типизација је заснована на интензитету развоја процеса, односно облика и има првенствено дескриптивни карактер. Цвијић издваја као основне типове холокрас и мерокрас, а као прелазне тип косова и тип јуре.

### Холокрас
Холокрас (у преводу - потпуни крас) одликује се свим површинским и подземним крашким облицима. Холокрас се развија на просторима где су заступљене дебеле масе чистих кречњака, с веома малим процентом нерастворљиве компоненте. Ти кречњаци су, по правилу, интензивно тектонски поремећени - убрани и израседани.
На простору холокраса на површини терена јављају се шкрапе, вртаче, увале и крашка поља. Ретки водотоци су углавном алогени, тј. настају ван крашких терена и на подручју краса трпе значајне морфолошке модификације. Тако настају кањонске долине, појаве понирања, бројне слепе и напуштене долине, а ретке притоке су висеће. Од подземних облика, у холокрасу се јављају јаме и пећине, обиље сплетова подземних просторија различитих димензија, с бројним акумулационим облицима. Понори, понорнице, крашка врела, потајнице и еставеле су такође веома честе хидрогеолошке појаве у холокрасу.
Типичан развој холокраса везује се за подручје динаридског орогена, Адријске платформе, који се некада називао подручјем динаридске геосинклинале, која се прати на дужини од приближно 700 km, почев од Словеније до Скадарског језера. Осим Динарида, холокрас се јавља на Пелопонезу у Грчкој, у подручју Ликије у Малој Азији, у јужној Кини и Вијетнаму, на Куби, Јави, Јамајци.

### Мерокрас
Мерокрас, или непотпуни крас, карактерише велика количина нерастворљиве компоненте. Површина терена је стога покривена глиновито - песковитим растреситим материјалом, најчешће елувијалног порекла. Шкрапа нема, вртаче су покривене и делимично запуњене елувијумом (тзв. алувијалне вртаче) и у њима се често налазе локве воде. Увале су веома ретке, а крашких поља нема. Подземни крашки облици су ретки и обично скромнијих димензија.
Дренажна мрежа на мерокрасу је знатно гушћа него на холокрашким теренима. Појаве дезинтеграције дренаже и понирања токова су ретке. Реке су углавном своја корита усекле у водонепропусну и нерастворљиву подлогу. Кречњачка маса је на тај начин издељена на јасно издвојене и неповезане блокове.
Мерокрас у Србији је развијен у непосредној околини Београда, на подручју Жаркова, Кнежевца, Сремчице, Барајева, Лисовића и Манића. Геолошку средину чине млади миоценски кречњаци декаметарске дебљине. Веће површине под мерокрасом у свету јављају се у писаћој креди Енглеске, у Моравској области око Брна у Чешкој, у северној Француској, у Белгији.

### Тип косова
Прелазни тип косова назван је по француској области Косови (Causes) у подручју Централног масива. По морфолошким и хидрогеолошким карактеристикама, ближи је холокрасу него мерокрасу. Овај тип се јавља на високим платоима, раздвојеним дубоким кањонским долинама алогених река, насталих изван крашких области. Реке су усекле корита у нерастворљиве стене, које чине подлогу краса. На платоима се јављају сви површински и подземни облици, са изузетком крашких поља.
Тип Косова се у Србији јавља на Пештерској висоравни, у околини Сјенице. У свету је, сем типске области Косова у Француској, развијен још и у словачком красу, на Бихору у Румунији, а местимично се јавља и на простору Алпа.

### Тип Јуре
Овај прелазни тип, по карактеристикама ближи мерокрасу него холокрасу, добио је назив по области класичног развића у подручју планине Јуре, на швајцарско - француској граници. На површини терена јављају се изразито плитке вртаче, али шкрапа нема, или су веома ретке. Увале се јављају само спајањем вртача распоређених у низовима по сувим долинама. Крашких поља нема. Подземни облици постоје, углавном као индивидуални.
Геолошку средину овог типа краса чине смена кречњачких и лапоровитих, слабо растворљивих и вододржљивих стена. Те стене, изузев регионалног набирања, обично нису интензивније тектонски поремећене.
Прелазни крашки тип Јуре код нас се јавља у источној Србији, на планинама Гребену, Столу, Великом Кршу, Бељаници, Кучају, Ртњу, Озрену, Сувој планини. Овом типу припада и Лелићки крас околине Ваљева. У свету, поред типске локалности планине Јуре, тај прелазни тип краса се јавља и у Бугарској, Албанији, јужној Италији, на Криму.

## Крашки процес у времену
Као почетак крашког процеса дефинише се временски период у којем дејство вода на растворљивим стенским масама, са свим пратећим појавама које се јављају уз то дејство, преузме доминантну улогу у морфолошком обликовању посматране области. Аналогно, завршетак процеса одређен је временским интервалом у којем дејство вода губи доминантну улогу у морфолошком обликовању терена изграђеног од растворљивих стена.